# Stenelytron redtenbacheri
Stenelytron redtenbacheri is een keversoort uit de familie kniptorren (Elateridae). De wetenschappelijke naam van de soort is voor het eerst geldig gepubliceerd in 1856 door Giebel.